# Сармьенто, Даниэль
Даниэль Сармьенто (исп. Daniel Sarmiento; род. 25 августа 1983, Лас-Пальмас) — испанский гандболист.

## Карьера

### Клубная
Даниель Сарменто начинал профессиональную карьеру в испанском клубе Галдар. В 2003 году Сарменто перешёл в Альмерия. В 2007 году Даниель Сарменто перешёл в Адемар Леон, где провёл 2 сезона. В 2009 году Сарменто перешёл в Барселона. В составе Барселоны, Даниель Сарменто выиграл несколько раз чемпионат Испании. В 2016 году Сарменто перешёл во французский клуб ГК Сен-Рафаэль Вар.

### В сборной
Даниель Сарменто выступает за сборную Испании, где провёл 72 матча и забил 156 гол.

## Титулы
- Победитель чемпионата Испании: 2011, 2012, 2013, 2014, 2015, 2016
- Обладатель кубка ASOBAL: 2007, 2010, 2012, 2013, 2014, 2015, 2016
- Обладатель кубка Дель Рей: 2010, 2014, 2015, 2016
- Обладатель суперкубка Испании: 2009, 2010, 2013, 2014, 2015, 2016
- Победитель лиги Чемпионов ЕГФ: 2011, 2015
- Серебряный призёр чемпионата Европы: 2014
- Победитель чемпионата Мира: 2013

## Статистика
Статистика Даниеля Сарменто в сезоне 2019/20 указана 26.1.2020.
| Сезон        | Клуб               | Лига           | Матчи | Голы | 7-метр | Голы |
| ------------ | ------------------ | -------------- | ----- | ---- | ------ | ---- |
| 2016/17      | ГК Сен-Рафаэль Вар | LNH Division 1 | 22    | 80   | 17     | 63   |
| 2017/18      | ГК Сен-Рафаэль Вар | LNH Division 1 | 25    | 103  | 36     | 67   |
| 2018/19      | ГК Сен-Рафаэль Вар | LNH Division 1 | 16    | 50   | 8      | 42   |
| 2019/20      | ГК Сен-Рафаэль Вар | LNH Division 1 | 9     | 23   | 2      | 21   |
| 2016—по н.в. | Итого              | LNH Division 1 | 72    | 256  | 63     | 193  |